# Nazareth (Album)
Nazareth ist das Debütalbum der schottischen Hard-Rock-Band Nazareth.

## Album
Das Album wurde 1971 im Air Studio in London aufgenommen und produziert von Dave Hitchcock. Im Jahr 1971 wurde es auf dem Label Pegasus Records erstmals veröffentlicht. Das Artwork stammt von Dave Field.
Nazareth ist eine vielfältige Sammlung von Liedern, die den Weg zu den Pop-Neigungen weist, die das spätere Schaffen der Gruppe dominieren würden.
Der Einführungstitel Witchdoctor Woman ist ein Hardrock-Stück, ebenso die Ballade Red Light Lady über die verbotene Beziehung eines Stammfreiers zu einer Prostituierten. Fat Man erinnert mit tief gestimmter Gitarre an Black Sabbath und beschreibt mit ironischem Unterton das tragische Leben eines übergewichtigen Menschen, der gemieden und verspottet wird. Die langsame Ballade The King Is Dead beschließt das Album. Arrangiert ohne Schlagzeug, aber mit Streichern, Synthesizer und mehrstimmigem Chorgesang nimmt dieses Stück bis heute eine Ausnahmestellung im Werk der Gruppe ein. Als Singles wurden mit mäßigem Erfolg Morning Dew und Dear John ausgekoppelt.

## Titelliste
1. Witchdoctor Woman (McCafferty, Charlton) – 4:09
2. Dear John (McCafferty, Charlton, Agnew, Sweet) – 3:48
3. Empty Arms, Empty Heart (McCafferty, Charlton, Agnew, Sweet) – 3:15
4. I Had a Dream (McCafferty, Charlton, Agnew, Sweet) – 3:23
5. Red Light Lady (McCafferty, Charlton, Agnew, Sweet) – 6:00
6. Fat Man (McCafferty, Charlton, Agnew) – 3:25
7. Country Girl (McCafferty, Charlton, Agnew, Sweet) – 4:05
8. Morning Dew (Bonnie Dobson, Tim Rose) – 7:06
9. King Is Dead (McCafferty, Charlton, Agnew, Sweet) – 4:47

## 30th Anniversary Bonus Tracks
1. Friends (McCafferty, Charlton, Agnew, Sweet) – 03:23
2. Dear John (McCafferty, Charlton, Agnew, Sweet) – 02:42
3. Morning Dew (Bonnie Dobson, Tim Rose) – 04:50
4. Friends (McCafferty, Charlton, Agnew, Sweet) – 03:26
5. Morning Dew (Bonnie Dobson, Tim Rose) – 08:07
6. Witchdoctor Woman (McCafferty, Charlton) – 4:31